# Johan Neeskens
Johannes Jacobus Neeskens (Heemstede, 19 settembre 1951 – Algeria, 6 ottobre 2024) è stato un calciatore e allenatore di calcio olandese, di ruolo centrocampista.
Nel marzo del 2004 è stato inserito da Pelé all'interno del FIFA 100, classifica riportante i 125 più grandi giocatori viventi di tutti i tempi. Compare inoltre nella lista dei 100 migliori calciatori della storia del calcio redatta dalla rivista FourFourTwo nel 2017, nella quale occupa la posizione numero 64.

## Biografia
Secondo di cinque figli di una coppia di fruttivendoli di Haarlem, da calciatore ricevette il soprannome di "Johan II", datogli dai tifosi, poiché era compagno di squadra di Johan Cruijff sia nell'Ajax sia nel Barcellona, oltre che nella nazionale olandese. I "due Johan" formavano una delle migliori coppie della storia del calcio moderno.
Anche il genero Ricky van Wolfswinkel è un calciatore.
È morto in Algeria, dove si era recato per conto della KNVB per il progetto WorldCoaches.
Da ragazzino era un promettente giocatore di baseball, segnalato come miglior giovane giocatore d'Europa, tanto da essere sotto osservazione dai talent scout della MLB.

## Caratteristiche tecniche
()
Questa è la definizione che dava Neeskens per sé stesso, che appare comunque troppo riduttiva. Egli sapeva interpretare al meglio quell'universalità di ruolo predicata al tempo in Olanda: vero jolly a tutto campo, Neeskens era giocatore completo e continuo, capace di adattarsi a giocare pressoché in qualsiasi zona del campo.

Berend Scholten, sul sito dell'UEFA, scrive di lui: 
()
Jacopo Pascone sul Guerin Sportivo, lo definisce "Centrocampista puro", scrive "Parte in mezzo al campo e rompe il gioco come pochi, le sue scivolate sono arte pura [...], arpiona il pallone come una piovra [...] non è raro vederlo andare a concludere la manovra a centro area [...] anche nelle conclusioni aeree è eccezionale.", "Grintoso, cattivo e tecnico. In possesso di un tiro secco e deciso, capace di mettere in porta i compagni senza neanche guardarli".

## Carriera

### Giocatore

#### Olanda

##### RCH Heemstede, tra calcio e baseball
Cresciuto nelle giovanili del RCH, società che lo considera "l'ex giocatore più famoso" e a cui rimase legatissimo sino all'ultimo, vi si distinse anche come giocatore di baseball per la locale sezione nel ruolo di pitcher, vincendo un Dutch Junior Championship, guidato da Frans Langeveld ed esordendo in prima squadra.

##### Ajax
(Salvatore Lo Presti, in Enciclopedia dello Sport (2002))

Suurbier, Neeskens e Haan all'Ajax nel 1974, mentre escono dal campo al termine della finale di andata della Supercoppa UEFA 1973

A 17 anni militava nella squadra riserve dell'Ajax e a 19 anni vince la sua prima Eredivisie con l'Ajax. Da lì l'anno successivo inizia il grande ciclo dei lancieri che conquistano tre Coppe dei Campioni di fila, contribuendo il 28 aprile 1971, ad Amsterdam, a portare i lancieri alla finale con novembre la rete del definitivo del 3-0 nella vittoria contro l'Atletico Madrid.
In questi anni Neeskens si mette in luce come "uno dei migliori difensori del Vecchio continente".

#### Barcellona
Alla vigilia del Mondiale tedesco Neeskens firmò per il Barcellona, cedendo alla corte del suo vecchio maestro Rinus Michels, ansioso di riunire lui e Cruyff, il quale spinse la dirigenza ad ingaggiarlo, per 600 milioni di lire dell'epoca ai lancieri e 250 milioni al giocatore, molti dei quali andarono al fisco olandese per rimborsare vecchi debiti. Al suo arrivo incontra un Camp Nou intristito per la partenza del peruviano Hugo Sotil, dovuta al limite di stranieri in squadra, ma Neeskens non ci mette molto a diventare un idolo dei tifosi del Barça, non solo per le sue qualità da calciatore ma anche per la sua volontà di identificarsi con il club e con la nazione catalana. Questa combinazione lo fa diventare uno dei calciatori più emblematici della storia del club. Per lui in Spagna una Coppa del Re, una Coppa delle Coppe e 219 partite condite da 53 gol. Da ricordare nel 1979 la spettacolare finale di Basilea contro il Fortuna Düsseldorf finita 4-3 ai supplementari. Sarebbe stata la sua ultima partita con la maglia blaugrana: malgrado fosse un beniamino dei tifosi, il presidente della squadra catalana Josep Lluís Núñez rifiutò di rinnovargli il contratto, provocando una contestazione dei tifosi che spinse Núñez alle dimissioni, poi respinte dai dirigenti blaugrana.

#### Stati Uniti
Come altri grandi campioni della sua generazione, alla fine degli anni settanta Neeskens proseguì la sua carriera nella lega nordamericana, con la maglia dei N.Y. Cosmos, per i soldi (il contratto era stimato per 1.600.000 dollari per cinque anni) ma anche per la lunghezza del contratto che in un primo tempo gli era stato proposto, tra i quattro e cinque anni anziché gli uno o due che gli erano stati proposti dai club europei, allettato anche dall'allora ascesa del club statunitense.
Terminata l'esperienza newyorkese, ritorna in patria nel Groningen per una stagione. Ritorna ancora negli Stati Uniti, ove gioca nel South Florida Sun, squadra della United Soccer League, con cui vince il campionato 1985.
In America gioca anche nell'indoor soccer, militando nei K.C. Comets.

#### Svizzera
Ritorna infine in Europa, per chiudere la carriera agonistica in Svizzera nel 1991.

#### Nazionale
Talento precoce, esordì in nazionale maggiore all'età di 19 anni l'11 novembre 1970 contro la Germania Est. Neeskens diventa stella del firmamento internazionale nel 1974, partecipando ai Mondiali del 1974. Nella prima fase a gironi segnò due gol (entrambi su rigore) nel match vinto 4-1 contro la Bulgaria; nella seconda fase a gironi realizzò altrettante reti, aprendo le marcature contro la Germania Est e il Brasile (finite entrambe 2-0 per gli "oranje"), risultando alla fin fine ben più decisivo di Johan Cruijff. Quest'ultimo gol, realizzato con un preciso diagonale, fu festeggiato in modo esuberante da tutta la squadra olandese. L'Olanda giunse così in finale dove si trovò a fronteggiare i padroni di casa della Germania Ovest. Fu proprio Neeskens a realizzare il rigore causato da un fallo di Hoeneß su Cruyiff, portando in vantaggio i suoi al secondo minuto di gioco. Nonostante questo episodio, la partita finirà 2-1 per i tedeschi. Neeskens chiuse così il mondiale da vicecapocannoniere assoluto e capocannoniere degli "oranje" con 5 reti, un buon bottino per un centrocampista.

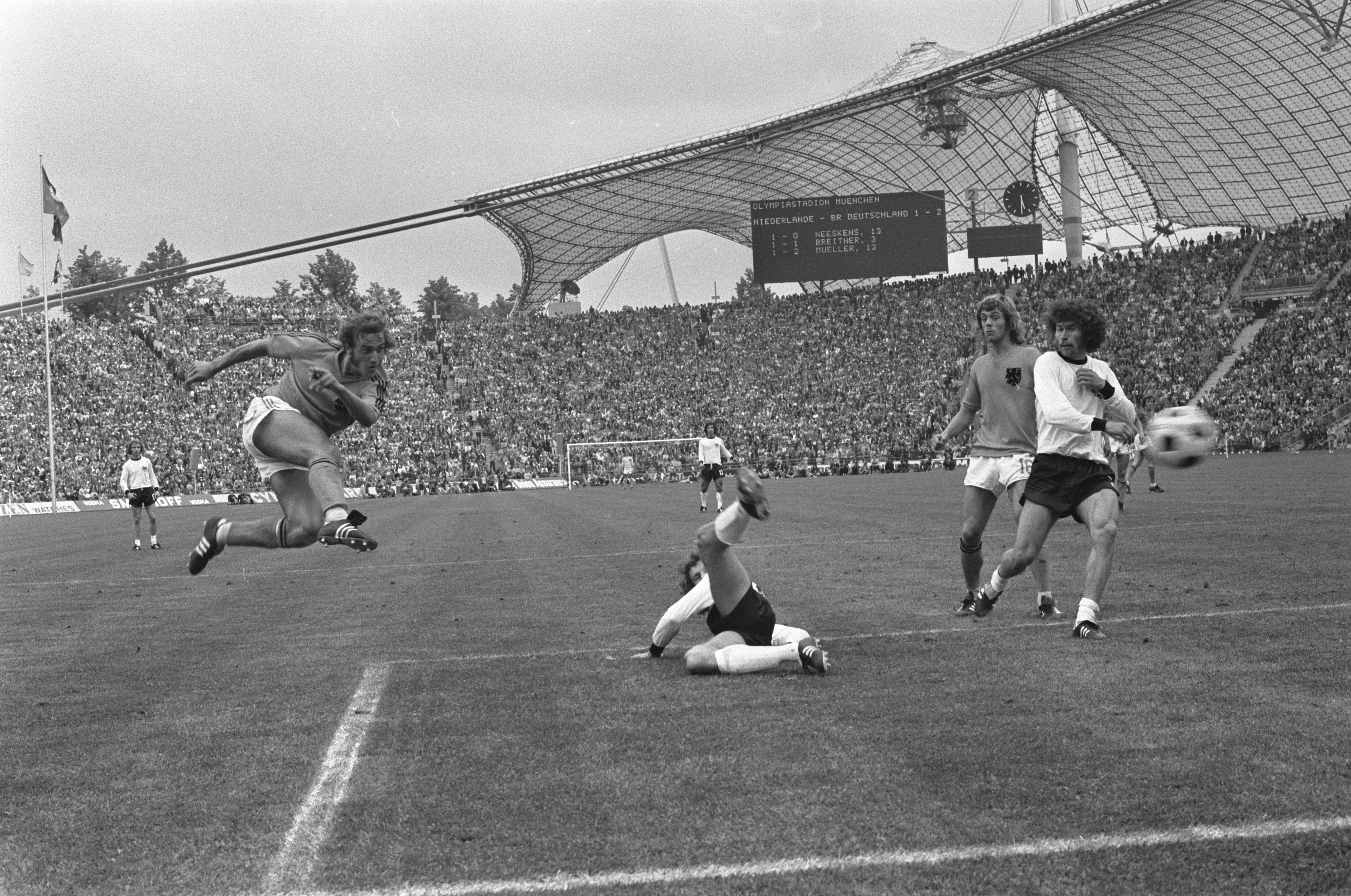
Neeskens (a sinistra) in nazionale, al tiro nella finale del campionato mondiale di calcio 1974 tra Paesi Bassi e ; Beckenbauer cerca di opporsi alla conclusione, sotto lo sguardo di Rep e Breitner.

Due anni dopo Neeskens partecipò agli europei del 1976, nei quali tuttavia il suo rendimento non riuscì a raggiungere i picchi del mondiale precedente. L'Olanda si qualificò per il secondo turno soltanto grazie alla migliore differenza reti rispetto alla Polonia. Decisiva la partita vinta proprio contro i polacchi, finita 3-0, nella quale Neeskens aprì le marcature. Autore di una segnatura anche nel 5-0 contro il Belgio nei quarti, Neeskens si farà espellere durante la semifinale con la Cecoslovacchia per una brutta reazione ad un fallo di Pollak, aprendo la strada all'eliminazione della sua nazionale, sconfitta contro i pronostici della vigilia per 3-1. Gli oranje vinceranno poi ai supplementari la finalina per il terzo posto facendo a meno di Neeskens e Cruijff rientrati anticipatamente a Barcellona.
Ad Argentina 1978 l'Olanda si presentò senza Cruijff, così toccò a Neeskens, Rensenbrink e Rep guidare la nazionale fino alla finale poi persa 3-1 ai supplementari contro i padroni di casa. Il Mundial argentino costituì la fine di un ciclo irripetibile per la nazionale oranje. Neeskens chiuse la sua carriera nella rappresentativa del suo paese con un totale di 49 partite ufficiali e 17 reti segnate.

### Allenatore
Negli anni novanta il passaggio dal campo alla panchina. Dal 1º settembre 1996 al 30 giugno 2000 è vice della nazionale olandese, prima di Guus Hiddink e poi di Frank Rijkaard. Il 1º luglio 2000 alla sua prima esperienza come capo allenatore in patria porta il N.E.C., per la prima volta in vent'anni, in Coppa UEFA, fino al 13 dicembre 2004, quando viene esonerato per pessimi risultati della squadra. Dopo il mondiale 2006, dove ha affiancato Guus Hiddink alla guida della nazionale australiana, dal 1º dicembre 2005 al 30 luglio 2006, torna al Barcellona come assistente di Frank Rijkaard che lo vuole al posto di Henk Ten Cate andato ad allenare l'Ajax, dal 1º agosto 2006 al 30 giugno 2008. Il 26 ottobre 2008 allena la selezione B della nazionale olandese, come vice Dennis Bergkamp e Arthur Numan. Dal 1º luglio 2009 al 20 ottobre 2010 è stato il vice di Rijkaard al Galatasaray. Il 28 giugno 2011 viene ingaggiato dal M. Sundowns di Pretoria, squadra sudafricana, di cui lascia la panchina il 2 dicembre 2012.

## Statistiche

### Presenze e reti nei club
| Stagione               | Squadra                | Campionato             | Campionato | Campionato | Coppe nazionali | Coppe nazionali | Coppe nazionali | Coppe continentali | Coppe continentali | Coppe continentali | Altre coppe | Altre coppe | Altre coppe | Totale | Totale |
| Stagione               | Squadra                | Comp                   | Pres       | Reti       | Comp            | Pres            | Reti            | Comp               | Pres               | Reti               | Comp        | Pres        | Reti        | Pres   | Reti   |
| ---------------------- | ---------------------- | ---------------------- | ---------- | ---------- | --------------- | --------------- | --------------- | ------------------ | ------------------ | ------------------ | ----------- | ----------- | ----------- | ------ | ------ |
| 1968-1969              | RCH                    | EeD                    | 34         | 1          | CO              | ?               | ?               | -                  | -                  | -                  | -           | -           | -           | 34+    | 1+     |
| 1969-1970              | RCH                    | EeD                    | 34         | 0          | CO              | ?               | ?               | -                  | -                  | -                  | -           | -           | -           | 34+    | 0+     |
| Totale RCH             | Totale RCH             | Totale RCH             | 68         | 1          |                 | -               | -               |                    | -                  | -                  |             | -           | -           | 68+    | 1+     |
| 1970-1971              | Ajax                   | ED                     | 33         | 0          | CO              | 6               | 2               | CC                 | 9                  | 2                  | -           | -           | -           | 48     | 4      |
| 1971-1972              | Ajax                   | ED                     | 28         | 10         | CO              | 5               | 2               | CC                 | 8                  | 0                  | -           | -           | -           | 41     | 12     |
| 1972-1973              | Ajax                   | ED                     | 32         | 7          | CO              | 1               | 0               | CC                 | 8                  | 0                  | CInt        | 2           | 1           | 43     | 8      |
| 1973-1974              | Ajax                   | ED                     | 31         | 14         | CO              | 4               | 0               | CC                 | 2                  | 0                  | SU          | 2           | 1           | 39     | 15     |
| Totale Ajax            | Totale Ajax            | Totale Ajax            | 124        | 31         |                 | 16              | 4               |                    | 27                 | 2                  |             | 4           | 2           | 171    | 39     |
| 1974-1975              | Barcellona             | PD                     | 27         | 7          | CG              | 0               | 0               | CC                 | 7                  | 1                  | -           | -           | -           | 34     | 8      |
| 1975-1976              | Barcellona             | PD                     | 32         | 12         | CG              | 0               | 0               | CU                 | 9                  | 6                  | -           | -           | -           | 41     | 18     |
| 1976-1977              | Barcellona             | PD                     | 33         | 8          | CR              | 0               | 0               | CU                 | 8                  | 1                  | -           | -           | -           | 41     | 9      |
| 1977-1978              | Barcellona             | PD                     | 18         | 2          | CR              | 2               | 0               | CU                 | 7                  | 1                  | -           | -           | -           | 27     | 3      |
| 1978-1979              | Barcellona             | PD                     | 30         | 6          | CR              | 1               | 0               | CdC                | 9                  | 0                  | -           | -           | -           | 40     | 6      |
| Totale Barcellona      | Totale Barcellona      | Totale Barcellona      | 140        | 35         |                 | 3               | 0               |                    | 40                 | 9                  |             | -           | -           | 183    | 44     |
| 1979                   | N.Y. Cosmos            | NASL                   | 13         | 4          | ?               | ?               | ?               | -                  | -                  | -                  | -           | -           | -           | 13+    | 4+     |
| 1980                   | N.Y. Cosmos            | NASL                   | 13         | 4          | ?               | ?               | ?               | -                  | -                  | -                  | -           | -           | -           | 13+    | 4+     |
| 1981                   | N.Y. Cosmos            | NASL                   | 6          | 2          | ?               | ?               | ?               | -                  | -                  | -                  | -           | -           | -           | 6+     | 2+     |
| 1982                   | N.Y. Cosmos            | NASL                   | 17         | 0          | ?               | ?               | ?               | -                  | -                  | -                  | -           | -           | -           | 17+    | 0+     |
| 1983                   | N.Y. Cosmos            | NASL                   | 23         | 2          | ?               | ?               | ?               | -                  | -                  | -                  | -           | -           | -           | 23+    | 2+     |
| 1984                   | N.Y. Cosmos            | NASL                   | 18         | 5          | ?               | ?               | ?               | -                  | -                  | -                  | -           | -           | -           | 18+    | 5+     |
| Totale New York Cosmos | Totale New York Cosmos | Totale New York Cosmos | 90         | 17         |                 | ?               | ?               |                    | -                  | -                  |             | -           | -           | 94+    | 17+    |
| 1984-1985              | Groningen              | ED                     | 7          | 0          | CO              | ?               | ?               | -                  | -                  | -                  | -           | -           | -           | 7+     | 0+     |
| 1985                   | South Florida Sun      | USL                    | ?          | ?          | -               | -               | -               | -                  | -                  | -                  | -           | -           | -           | ?      | ?      |
| Totale carriera        | Totale carriera        | Totale carriera        | 365        | 84         |                 | 19+             | 4+              |                    | 67                 | 11                 |             | 4           | 2           | 455+   | 101+   |

### Cronologia presenze e reti in nazionale
| Cronologia completa delle presenze e delle reti in nazionale ― Paesi Bassi | Cronologia completa delle presenze e delle reti in nazionale ― Paesi Bassi | Cronologia completa delle presenze e delle reti in nazionale ― Paesi Bassi | Cronologia completa delle presenze e delle reti in nazionale ― Paesi Bassi | Cronologia completa delle presenze e delle reti in nazionale ― Paesi Bassi | Cronologia completa delle presenze e delle reti in nazionale ― Paesi Bassi | Cronologia completa delle presenze e delle reti in nazionale ― Paesi Bassi | Cronologia completa delle presenze e delle reti in nazionale ― Paesi Bassi |
| Data                                                                       | Città                                                                      | In casa                                                                    | Risultato                                                                  | Ospiti                                                                     | Competizione                                                               | Reti                                                                       | Note                                                                       |
| -------------------------------------------------------------------------- | -------------------------------------------------------------------------- | -------------------------------------------------------------------------- | -------------------------------------------------------------------------- | -------------------------------------------------------------------------- | -------------------------------------------------------------------------- | -------------------------------------------------------------------------- | -------------------------------------------------------------------------- |
| 11-11-1970                                                                 | Dresda                                                                     | Germania Est                                                               | 1 – 0                                                                      | Paesi Bassi                                                                | Qual. Euro 1972                                                            | -                                                                          |                                                                            |
| 2-12-1970                                                                  | Amsterdam                                                                  | Paesi Bassi                                                                | 2 – 0                                                                      | Romania                                                                    | Amichevole                                                                 | -                                                                          |                                                                            |
| 24-2-1971                                                                  | Rotterdam                                                                  | Paesi Bassi                                                                | 6 – 0                                                                      | Lussemburgo                                                                | Qual. Euro 1972                                                            | -                                                                          |                                                                            |
| 4-4-1971                                                                   | Spalato                                                                    | Jugoslavia                                                                 | 2 – 0                                                                      | Paesi Bassi                                                                | Qual. Euro 1972                                                            | -                                                                          |                                                                            |
| 1-12-1971                                                                  | Amsterdam                                                                  | Paesi Bassi                                                                | 2 – 1                                                                      | Scozia                                                                     | Amichevole                                                                 | -                                                                          |                                                                            |
| 16-2-1972                                                                  | Atene                                                                      | Grecia                                                                     | 0 – 5                                                                      | Paesi Bassi                                                                | Amichevole                                                                 | 1                                                                          |                                                                            |
| 30-8-1972                                                                  | Praga                                                                      | Cecoslovacchia                                                             | 2 – 1                                                                      | Paesi Bassi                                                                | Amichevole                                                                 | 1                                                                          |                                                                            |
| 1-11-1972                                                                  | Rotterdam                                                                  | Paesi Bassi                                                                | 9 – 0                                                                      | Norvegia                                                                   | Qual. Mondiali 1974                                                        | 3                                                                          |                                                                            |
| 19-11-1972                                                                 | Anversa                                                                    | Belgio                                                                     | 0 – 0                                                                      | Paesi Bassi                                                                | Qual. Mondiali 1974                                                        | -                                                                          | 89’                                                                        |
| 2-5-1973                                                                   | Amsterdam                                                                  | Paesi Bassi                                                                | 3 – 2                                                                      | Spagna                                                                     | Amichevole                                                                 | -                                                                          |                                                                            |
| 22-8-1973                                                                  | Amsterdam                                                                  | Paesi Bassi                                                                | 5 – 0                                                                      | Islanda                                                                    | Qual. Mondiali 1974                                                        | -                                                                          |                                                                            |
| 29-8-1973                                                                  | Deventer                                                                   | Islanda                                                                    | 1 – 8                                                                      | Paesi Bassi                                                                | Qual. Mondiali 1974                                                        | 1                                                                          |                                                                            |
| 10-10-1973                                                                 | Rotterdam                                                                  | Paesi Bassi                                                                | 1 – 1                                                                      | Polonia                                                                    | Amichevole                                                                 | -                                                                          | 78’                                                                        |
| 18-11-1973                                                                 | Amsterdam                                                                  | Paesi Bassi                                                                | 0 – 0                                                                      | Belgio                                                                     | Qual. Mondiali 1974                                                        | -                                                                          |                                                                            |
| 27-3-1974                                                                  | Rotterdam                                                                  | Paesi Bassi                                                                | 1 – 1                                                                      | Austria                                                                    | Amichevole                                                                 | -                                                                          | 70’                                                                        |
| 26-5-1974                                                                  | Amsterdam                                                                  | Paesi Bassi                                                                | 4 – 1                                                                      | Argentina                                                                  | Amichevole                                                                 | 1                                                                          | 62’                                                                        |
| 5-6-1974                                                                   | Rotterdam                                                                  | Paesi Bassi                                                                | 0 – 0                                                                      | Romania                                                                    | Amichevole                                                                 | -                                                                          | 65’                                                                        |
| 15-6-1974                                                                  | Hannover                                                                   | Paesi Bassi                                                                | 2 – 0                                                                      | Uruguay                                                                    | Mondiali 1974 - 1º turno                                                   | -                                                                          |                                                                            |
| 19-6-1974                                                                  | Dortmund                                                                   | Paesi Bassi                                                                | 0 – 0                                                                      | Svezia                                                                     | Mondiali 1974 - 1º turno                                                   | -                                                                          |                                                                            |
| 23-6-1974                                                                  | Dortmund                                                                   | Bulgaria                                                                   | 1 – 4                                                                      | Paesi Bassi                                                                | Mondiali 1974 - 1º turno                                                   | 2                                                                          | 79’                                                                        |
| 26-6-1974                                                                  | Gelsenkirchen                                                              | Argentina                                                                  | 0 – 4                                                                      | Paesi Bassi                                                                | Mondiali 1974 - 2º turno                                                   | -                                                                          | 22’                                                                        |
| 30-6-1974                                                                  | Gelsenkirchen                                                              | Germania Est                                                               | 0 – 2                                                                      | Paesi Bassi                                                                | Mondiali 1974 - 2º turno                                                   | 1                                                                          |                                                                            |
| 3-7-1974                                                                   | Dortmund                                                                   | Brasile                                                                    | 0 – 2                                                                      | Paesi Bassi                                                                | Mondiali 1974 - 2º turno                                                   | 1                                                                          | 84’                                                                        |
| 7-7-1974                                                                   | Monaco di Baviera                                                          | Germania Ovest                                                             | 2 – 1                                                                      | Paesi Bassi                                                                | Mondiali 1974 - Finale                                                     | 1                                                                          | 39’                                                                        |
| 4-9-1974                                                                   | Solna                                                                      | Svezia                                                                     | 1 – 5                                                                      | Paesi Bassi                                                                | Amichevole                                                                 | 2                                                                          |                                                                            |
| 25-9-1974                                                                  | Helsinki                                                                   | Finlandia                                                                  | 1 – 3                                                                      | Paesi Bassi                                                                | Qual. Euro 1976                                                            | 1                                                                          | 52’                                                                        |
| 20-11-1974                                                                 | Rotterdam                                                                  | Paesi Bassi                                                                | 3 – 1                                                                      | Italia                                                                     | Qual. Euro 1976                                                            | -                                                                          |                                                                            |
| 31-5-1975                                                                  | Belgrado                                                                   | Jugoslavia                                                                 | 3 – 0                                                                      | Paesi Bassi                                                                | Amichevole                                                                 | -                                                                          |                                                                            |
| 10-9-1975                                                                  | Chorzów                                                                    | Polonia                                                                    | 4 – 1                                                                      | Paesi Bassi                                                                | Qual. Euro 1976                                                            | -                                                                          |                                                                            |
| 15-10-1975                                                                 | Amsterdam                                                                  | Paesi Bassi                                                                | 3 – 0                                                                      | Polonia                                                                    | Qual. Euro 1976                                                            | 1                                                                          |                                                                            |
| 25-4-1976                                                                  | Rotterdam                                                                  | Paesi Bassi                                                                | 5 – 0                                                                      | Belgio                                                                     | Qual. Euro 1976                                                            | 1                                                                          | 84’                                                                        |
| 22-5-1976                                                                  | Bruxelles                                                                  | Belgio                                                                     | 1 – 2                                                                      | Paesi Bassi                                                                | Qual. Euro 1976                                                            | -                                                                          |                                                                            |
| 16-6-1976                                                                  | Zagabria                                                                   | Cecoslovacchia                                                             | 3 – 1 dts                                                                  | Paesi Bassi                                                                | Euro 1976 - Semifinale                                                     | -                                                                          | 76’                                                                        |
| 13-10-1976                                                                 | Rotterdam                                                                  | Paesi Bassi                                                                | 2 – 2                                                                      | Irlanda del Nord                                                           | Qual. Mondiali 1978                                                        | -                                                                          | 88’                                                                        |
| 9-2-1977                                                                   | Londra                                                                     | Inghilterra                                                                | 0 – 2                                                                      | Paesi Bassi                                                                | Amichevole                                                                 | -                                                                          |                                                                            |
| 26-3-1977                                                                  | Anversa                                                                    | Belgio                                                                     | 0 – 2                                                                      | Paesi Bassi                                                                | Qual. Mondiali 1978                                                        | -                                                                          |                                                                            |
| 26-10-1977                                                                 | Amsterdam                                                                  | Paesi Bassi                                                                | 1 – 0                                                                      | Belgio                                                                     | Qual. Mondiali 1978                                                        | -                                                                          |                                                                            |
| 20-5-1978                                                                  | Vienna                                                                     | Austria                                                                    | 0 – 1                                                                      | Paesi Bassi                                                                | Amichevole                                                                 | -                                                                          |                                                                            |
| 3-6-1978                                                                   | Mendoza                                                                    | Iran                                                                       | 0 – 3                                                                      | Paesi Bassi                                                                | Mondiali 1978 - 1º turno                                                   | -                                                                          |                                                                            |
| 7-6-1978                                                                   | Mendoza                                                                    | Paesi Bassi                                                                | 0 – 0                                                                      | Perù                                                                       | Mondiali 1978 - 1º turno                                                   | -                                                                          | 68’                                                                        |
| 11-6-1978                                                                  | Mendoza                                                                    | Paesi Bassi                                                                | 2 – 3                                                                      | Scozia                                                                     | Mondiali 1978 - 1º turno                                                   | -                                                                          | 10’                                                                        |
| 21-6-1978                                                                  | Buenos Aires                                                               | Italia                                                                     | 1 – 2                                                                      | Paesi Bassi                                                                | Mondiali 1978 - 2º turno                                                   | -                                                                          |                                                                            |
| 25-6-1978                                                                  | Buenos Aires                                                               | Argentina                                                                  | 3 – 1 dts                                                                  | Paesi Bassi                                                                | Mondiali 1978 - Finale                                                     | -                                                                          |                                                                            |
| 15-11-1978                                                                 | Rotterdam                                                                  | Paesi Bassi                                                                | 3 – 0                                                                      | Germania Est                                                               | Qual. Euro 1980                                                            | -                                                                          | 46’                                                                        |
| 20-12-1978                                                                 | Düsseldorf                                                                 | Germania Ovest                                                             | 3 – 1                                                                      | Paesi Bassi                                                                | Amichevole                                                                 | -                                                                          |                                                                            |
| 28-3-1979                                                                  | Amsterdam                                                                  | Paesi Bassi                                                                | 3 – 0                                                                      | Svizzera                                                                   | Qual. Euro 1980                                                            | -                                                                          |                                                                            |
| 22-5-1979                                                                  | Berna                                                                      | Argentina                                                                  | 0 – 0                                                                      | Paesi Bassi                                                                | Amichevole                                                                 | -                                                                          | 41’                                                                        |
| 14-10-1981                                                                 | Rotterdam                                                                  | Paesi Bassi                                                                | 3 – 0                                                                      | Belgio                                                                     | Qual. Mondiali 1982                                                        | -                                                                          |                                                                            |
| 18-11-1981                                                                 | Parigi                                                                     | Francia                                                                    | 2 – 0                                                                      | Paesi Bassi                                                                | Qual. Mondiali 1982                                                        | -                                                                          |                                                                            |
| Totale                                                                     |                                                                            | Presenze                                                                   | 49                                                                         |                                                                            | Reti                                                                       | 17                                                                         |                                                                            |

## Palmarès

### Giocatore

#### Club

##### Competizioni nazionali
- Coppa dei Paesi Bassi: 2

Ajax: 1970-1971, 1971-1972
- Campionato olandese: 2

Ajax: 1971-1972, 1972-1973
- Coppa di Spagna: 1

Barcellona: 1977-1978
- Campionato NASL: 1

Cosmos: 1980
- USL: 1

South Florida Sun: 1985

##### Competizioni internazionali
- Coppa dei Campioni: 3

Ajax: 1970-1971, 1971-1972, 1972-1973
- Coppa Intercontinentale: 1

Ajax: 1972
- Supercoppa UEFA: 1

Ajax: 1973
- Coppa delle Coppe: 1

Barcellona: 1978-1979

#### Individuale
- Miglior giocatore straniero della Liga (Premio Don Balón): 1

1976
- Candidato al Dream Team del Pallone d'oro (2020)